# Schaprode
Schaprode ist eine Gemeinde im Landkreis Vorpommern-Rügen auf der Insel Rügen in Mecklenburg-Vorpommern (Deutschland). Die Gemeinde wird vom Amt West-Rügen mit Sitz in Samtens verwaltet.

## Geografie
Die Gemeinde liegt im nordwestlichen Teil des Rügener Muttlandes, 23 Kilometer nordwestlich der Stadt Bergen auf Rügen. Sie wird im Norden vom Wieker Bodden begrenzt, im Süden durch die Udarser Wiek, im Westen durch den Schaproder Bodden und im Nordwesten durch den Vitter Bodden. Der sogenannte „Stolper Haken“ – vier Kilometer nördlich des Hauptortes Schaprode – markiert auf dem Gemeindegebiet die engste Stelle zwischen den Inseln Rügen und Hiddensee Fährinsel, die dort nur 1.000 Meter voneinander trennen. Dem Ort Schaprode vorgelagert ist die Insel Öhe.
Gemeindegliederung:
| Ortsteile - Granskevitz - Lehsten - Neuholstein - Poggenhof | - Schaprode - Seehof - Streu - Udars | Wohnplätze und Wüstungen - Insel Öhe (Wohnplatz) |

Nachbargemeinden:
Einzige Nachbargemeinde von Schaprode ist Trent im Osten, da die Gemeinde ansonsten von Wasser umgeben ist.

## Geschichte
Das Gebiet war bis 1326 Teil des Fürstentums Rügen und danach des Herzogtums Pommern. Mit dem Westfälischen Frieden von 1648 wurde Rügen ein Teil von Schwedisch-Pommern und 1815 wurde Neuvorpommern die preußische Provinz Pommern.
Seit 1818 gehörte Schaprode zum Kreis bzw. Landkreis Rügen, von 1952 bis 1955 zum Kreis Bergen, danach bis 1990 zum Kreis Rügen im Bezirk Rostock, seit 1990 wieder zum Landkreis Rügen und seit 2011 zum Landkreis Vorpommern-Rügen.
Granskevitz:
Das Rittergut mit der Burg war ursprünglich im Besitz der Familie von Platen. Um 1427 setzt die genealogische Reihe dieser Familie mit Wilken von Platen ein, gefolgt unter anderem von dem fürstlichen Landvogt Wilken II. von Platen. Das Gutshaus wurde 1765 und im 19. Jahrhundert um- und ausgebaut; Bauteile stammen von 1570. Granskevitz und weitere Nebengüter gehörten zuletzt der Briefadelsfamilie von Schultz, welche vormals aus dem Herzogtum Magdeburg stammte, 1789 in Wien in den Reichsadelsstand erhoben wurde. Letztlich kam der Besitzerwechsel durch Heirat der Gutserbin Agathe von Platen-Granskevitz (1821–1851) mit Gustav von Schultz-Mützkow zustande. Erben wurden die Söhne Hermann von Schultz, bis 1862, dann Gustav von Schultz, bis 1865, und bis 1906 Robert von Schultz. Das Gut war dann bis 1945 im Besitz des jüngsten Bruders von Karl (Carl) von Schultz, verheiratet mit Margarete von Spaeth. Der Gutsherr hatte 1911 den Saatzuchtbetrieb Nordsaat gegründet. Er war auch mit weiteren Gutsbesitzern etwa ein Jahrzehnt im Aufsichtsrat der Berliner Kindl-Brauerei AG. Heute befindet sich das Gut wieder im Besitz der Nordsaat Saatzucht GmbH.
Lehsten:
Nach dem Genealogischen Handbuch des Adels gehörte Lehsten zuletzt zum Rittergut Granskevitz des Carl (Karl) von Schultz (1880–1945). Die Gesamtbegüterumg umfasste 425 ha Land und beinhaltete ebenso die Norddeutsche Saatzucht KG v. Schultz-Granskevitz.
Neuholstein:
Im Zuge einer Umbenennungswelle fand die Namenserwähnung von Neuholstein 1939 statt.
Poggenhof:
Das Gut war im Besitz der Familie von Platen (ab 1420), dann beim Kloster Hiddensee (ab 1456), danach bei den Familien von Lotzow (ab 1732), von Nimpsch (18. Jahrhundert) und wieder von Platen (1842–1945). Leutnant Louis von Platen, verheiratet mit Helene von der Lancken-Lanckensburg, und dann ihr Sohn Rickmann von Platen (1882–1946), vertraten die Interessen der Familie vor Ort.  Das Gutshaus stammt aus der 2. Hälfte des 19. Jahrhunderts.
Schaprode:

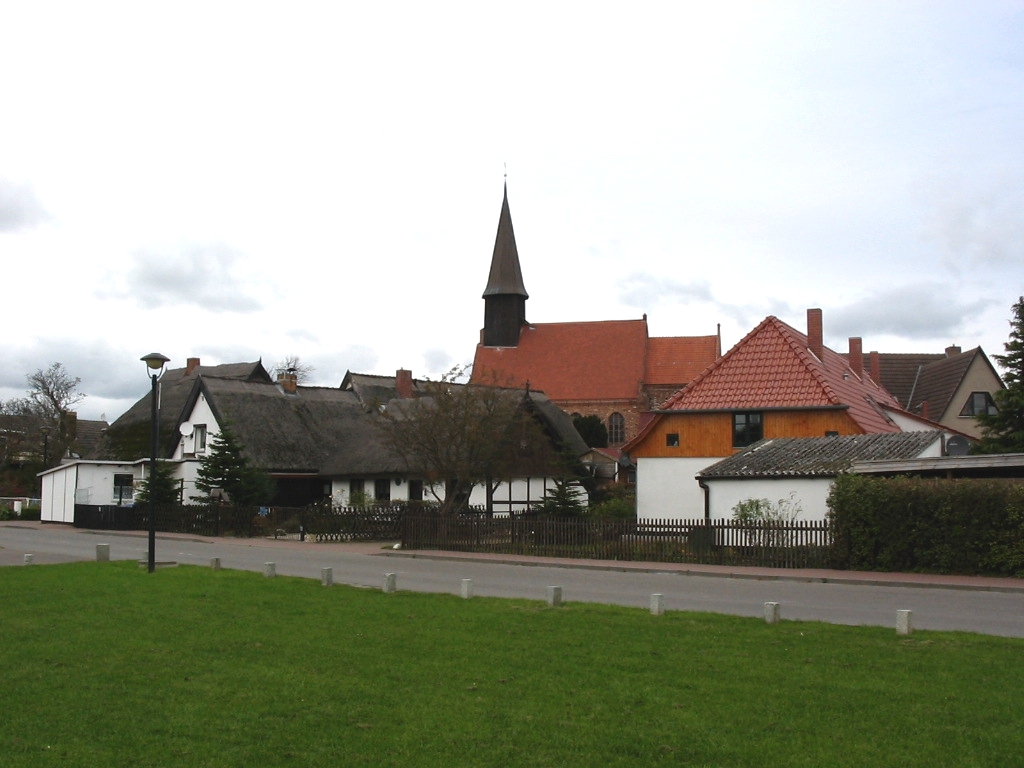
Blick auf Schaprode

Schaprode wurde erstmals 1193 urkundlich erwähnt. Vermutlich befand sich bei Schaprode ein slawischer Fürstensitz.
Die Johanneskirche ist ein gotischer Backsteinbau aus dem 15. Jahrhundert. Das Innere des Bauwerkes wird durch eine größtenteils barocke Einrichtung gestaltet. Im Ortskern stehen rohrdachgedeckte Fischerkaten, die zum Teil historische geschnitzte Haustüren aufweisen. An vielen Wänden sind Sprüche angebracht – sowohl in Hochdeutsch als auch in der lokalen Plattvariante.
Seehof:
Auf der Gemarkung bestand ein 31 ha Hof der Familie W. Mahnke.
Streu:
Gutsbesitzer waren u. a. die Familien von der Osten (frühe Zeit), von Platen (ab 1. Hälfte des 18. Jahrhunderts), von Lotzow (ab 1749), sowie von Bohlen (ab 1757). Casimir Freiherr von Bohlen auf Bohlendorf und Streu ist Anfang des 19. Jahrhunderts der örtliche Grundbesitzer, gefolgt von seinem Sohn Wilhelm von Bohlen, respektive dem Enkel, dem Johanniterritter Julius von Bohlen. Der Freiherr war ebenso Gutsherr und Geschichtsforscher, zudem Erbkämmerer und um 1874 Amtsvorsteher von Trent. Johannes (Hans) Volkmann wurde Anfang 20. Jahrhundert Gutsbesitzer und blieb bis 1945. Das Gutshaus stammt im Kern aus dem 18. Jahrhundert; es wurde 1871 umgebaut und teilweise aufgestockt.
Udars:
Udars wurde urkundlich im frühen 14. Jahrhundert erwähnt. Gutsbesitzer waren u. a. die Familien von Pentz (vor 1408), von Barnekow und bis zur Reformation das Kloster Hiddensee. Danach war es bis 1657 Domäne des Herzogs von Pommern und dann wieder Gutsbesitz der Familien von Wolfrad (bis 1734), von Usedom (bis etwa 1901), Kroos (bis 1926) und Carl von Schultz (bis 1945). Das unsanierte Gutshaus stammt von vermutlich nach 1735 (andere Quelle 1660) mit älteren Resten. Nach 1945 bis 1996 war es ein Wohnhaus. Der Waldpark wurde um 1800 angelegt.
Insel Öhe (Wohnplatz) ist Privatbesitz eines Landwirtschaftsunternehmens. Sie ist nur mit privaten Fährverbindungen erreichbar.

## Politik

### Gemeindevertretung und Bürgermeister
Der Gemeinderat besteht (inkl. Bürgermeister) aus 6 Mitgliedern. Die Wahl zum Gemeinderat am 26. Mai 2019 hatte folgende Ergebnisse:
| Partei/Bewerber       | Prozent | Sitze |
| --------------------- | ------- | ----- |
| WG Die Schaproder     | 60,91   | 4     |
| CDU                   | 22,69   | 1     |
| Bündnis 90/Die Grünen | 8,20    | 1     |

Bürgermeister der Gemeinde ist Rüdiger Gau, er wurde mit 75,54 % der Stimmen gewählt.

### Wappen
| Wappen von Schaprode | Blasonierung: „Unter einem grünen Schildhaupt, darin zwei abgewendet liegende und mit den Halmen schräggekreuzte goldene Weizenähren, gespalten und fünfmal von Silber und Blau gegengeteilt; auf dem Spalt ein goldener Anker.“ |
| Wappen von Schaprode | Das Wappen wurde von dem Sagarder Gerhard Koggelmann gestaltet. Es wurde am 9. November 1999 durch das Innenministerium genehmigt und unter der Nr. 197 der Wappenrolle von Mecklenburg-Vorpommern registriert.                  |

### Flagge
Die Flagge wurde am 21. Januar 2000 durch das Innenministerium genehmigt.
Die Flagge der Gemeinde besteht aus grünem Tuch, belegt mit einem weiß gesäumten, durchgehenden blauen Kreuz. Die Höhe der Kreuzarme beträgt ein Drittel, die des Saumes ein Zwanzigstel der Höhe des Flaggentuchs. In der Mitte des Flaggentuchs liegt über allem das Gemeindewappen, das zwei Drittel der Höhe des Flaggentuchs einnimmt. Die Höhe des Flaggentuchs verhält sich zur Länge wie 3:5.
Die Flagge wurde vom Heraldiker Gerhard Koggelmann gestaltet.

## Sehenswürdigkeiten

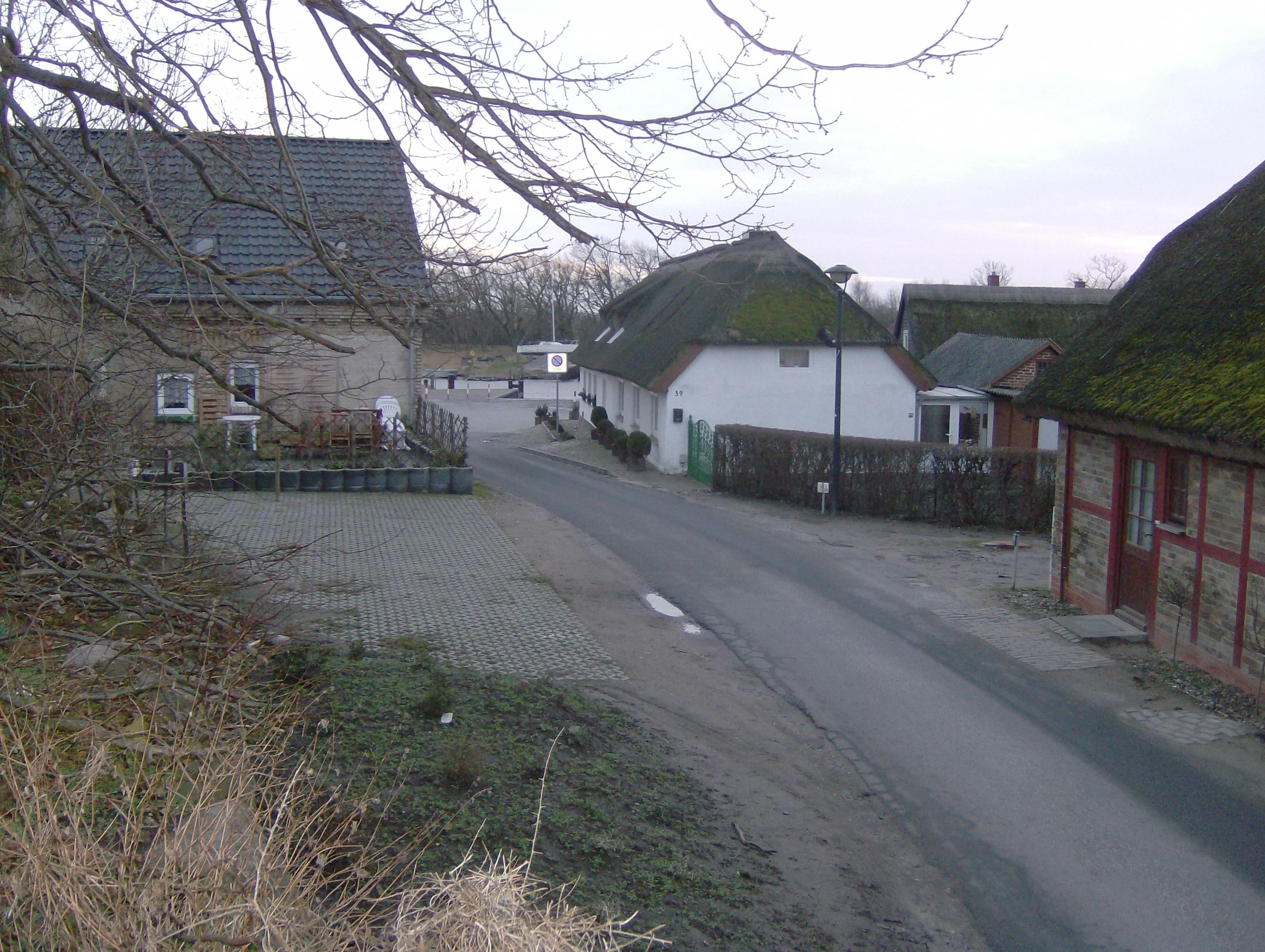
Fischerkaten am Hafen von Schaprode

- Johanneskirche: in romanischer und gotischer Backsteinbau aus dem 13. bis 15. Jahrhundert
- Wehrhof mit Herrenhaus Granskevitz: Der Wehrhof mit Herrenhaus Granskevitz ab 1570 erbaut, im Besitz der Herren von der Platen, im 17. und 19. Jahrhundert umgebaut. Der Wehrhof besitzt Graben und Wälle, das beschränkt sich aber auf das Areal des Herrenhauses.
- Gutshaus Streu: aus dem 18. Jahrhundert, Umbau 1871
- Wehrhof mit Herrenhaus Udars: Der Wehrhof mit Herrenhaus Udars ist in der zweiten Hälfte des 17. Jahrhunderts erbaut. Dieser Wehrhof aus älterer Zeit umfasste das gesamte Gut und nicht nur, wie bei Granskevitz, das Herrenhaus allein. Noch 1920 zeigt das MTB (Preußische Landesaufnahme) Graben und Wall rings um den Hof. Heute ist der nördliche Teil (Graben/Wall) mit einer Straße überbaut, auch Teile der Ostseite sind planiert.

Bodendenkmale, Grünanlagen und Naherholung:
- Aussichtsturm an der Udarser Wiek: er ermöglicht insbesondere Ornithologen das Beobachten der Vogelbewegungen
- Schwedenschanze: die Schwedenschanze liegt am Stolper Haken im Norden der Gemeinde. Sie ist 1700–1720 entstanden, zum Schutz der Einfahrt nach Stralsund.
- Gutspark in einigen Ortschaften – Streu, Udars, Poggenhof und Retelitz
- Schanze bei Seehof: (Neuzeit)
- Burgwall der Slawenzeit: (600 bis 1200), Schaprode
- Bronzezeitliches Hügelgrab: (1700 bis 600 v. Chr.) nördlich von Schaprode.
- Hortfund von Schaprode: In der Nähe des Hügelgrabes wurde 2018 ein größerer Schatz des 10. Jahrhunderts aus Münzen und Schmuck geborgen, der mit dem dänischen König Harald Blauzahn und seiner Zeit in Verbindung gebracht wird.[13]

## Wirtschaft
Die Gemeinde ist landwirtschaftlich geprägt, hat aber auch ansteigend touristische Zweige – siehe Verkehr. Auch sonstige Gewerbebetriebe sind angesiedelt, die in den Zweigen Handwerk, Service und Dienstleistungen arbeiten.

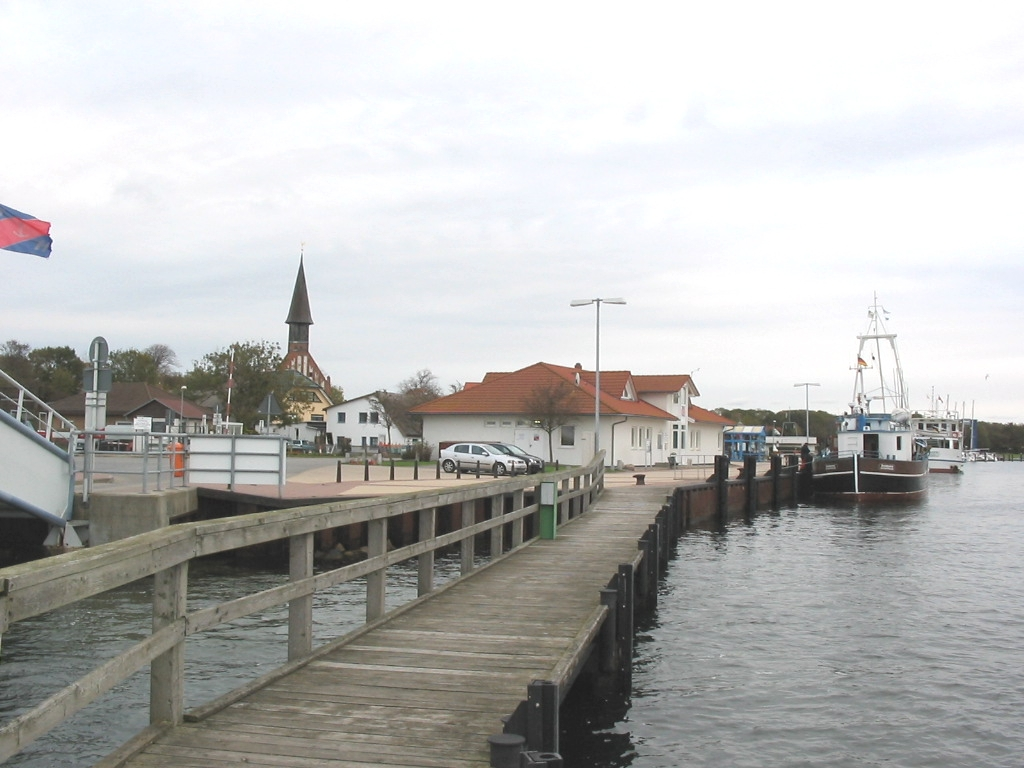
Hafen

## Verkehr
- Hafen und Fähren:

Bedeutend für die Gemeinde und ganz Rügen ist der Hafen von Schaprode, über den der Hauptfährverkehr mit Hiddensee abläuft. Der Hafen stellt für Touristen und Einwohner die einzige ganzjährige Möglichkeit zum Erreichen der Insel dar; dies wird von Fahrgastschiffen und Taxibooten ausgeführt. Außerdem verkehrt über den Schaproder Hafen die Lastenfähre Vitte, auf der Versorgungsfahrzeuge nach Hiddensee gelangen. Während ihres Aufenthalts auf der autofreien Insel stellen die meisten Touristen ihre Fahrzeuge auf dem Parkplatz des Hafens ab. Hier hat sich ein eigener Wirtschaftszweig entwickelt, der außer zwei öffentlichen mehrere privat geführte Parkplätze umfasst.
- Bus:

Die Anreise nach Schaprode und Hiddensee ist auch mehrmals täglich mit Bussen der Verkehrsgesellschaft Vorpommern-Rügen (VVR) u. a. vom Bahnhof Bergen auf Rügen bzw. Hauptbahnhof Stralsund möglich. Eine ergänzende Busverbindung besteht in den Wintermonaten, wenn der Fährverkehr von Stralsund nach Hiddensee eingestellt ist. In dieser Zeit wird eine Buslinie als Schiffsersatzverkehr eingerichtet.

Fotos aus dem Jahr 1963
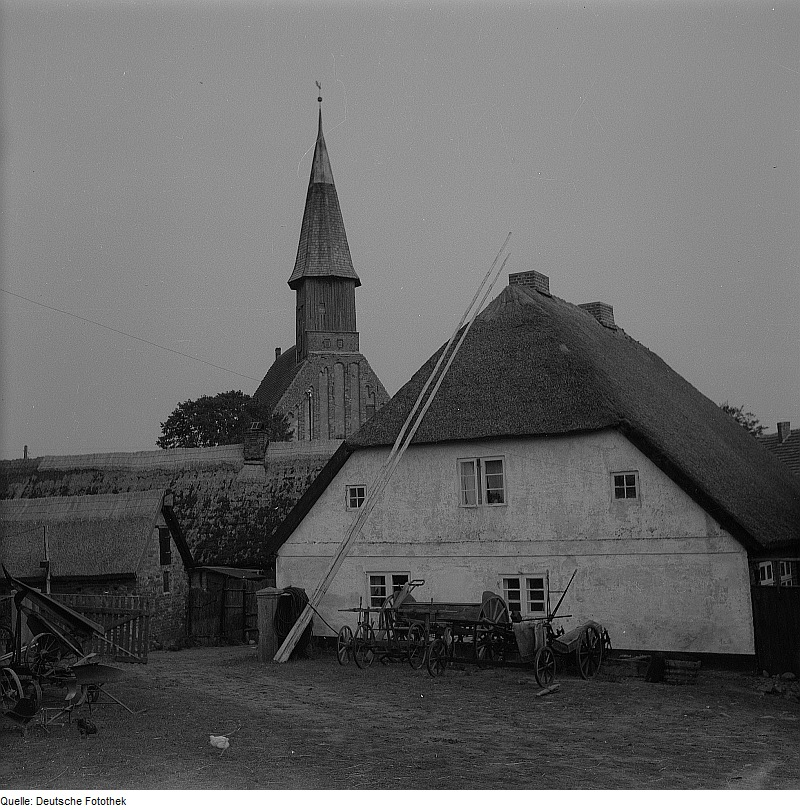
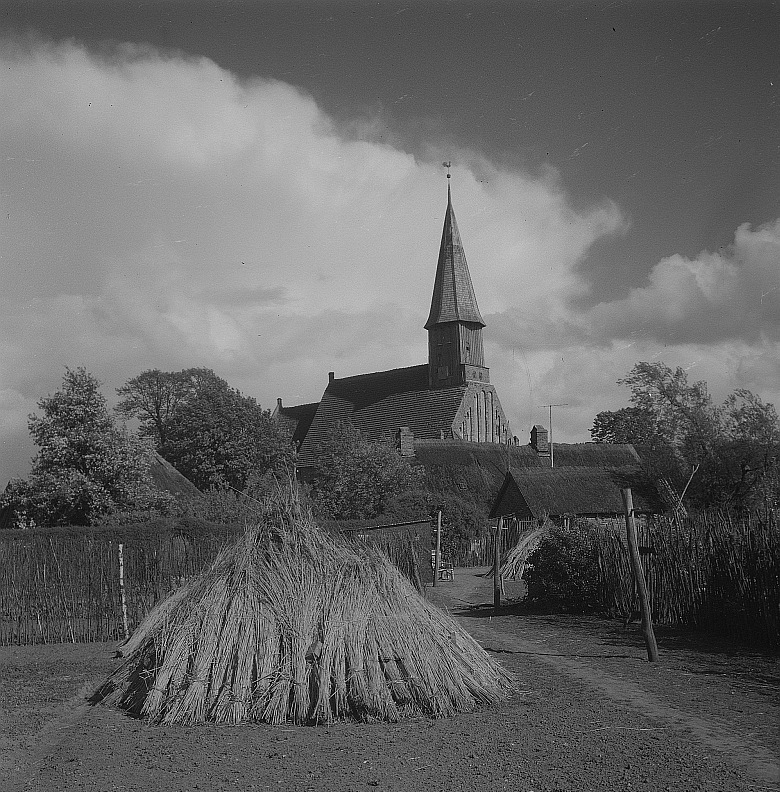
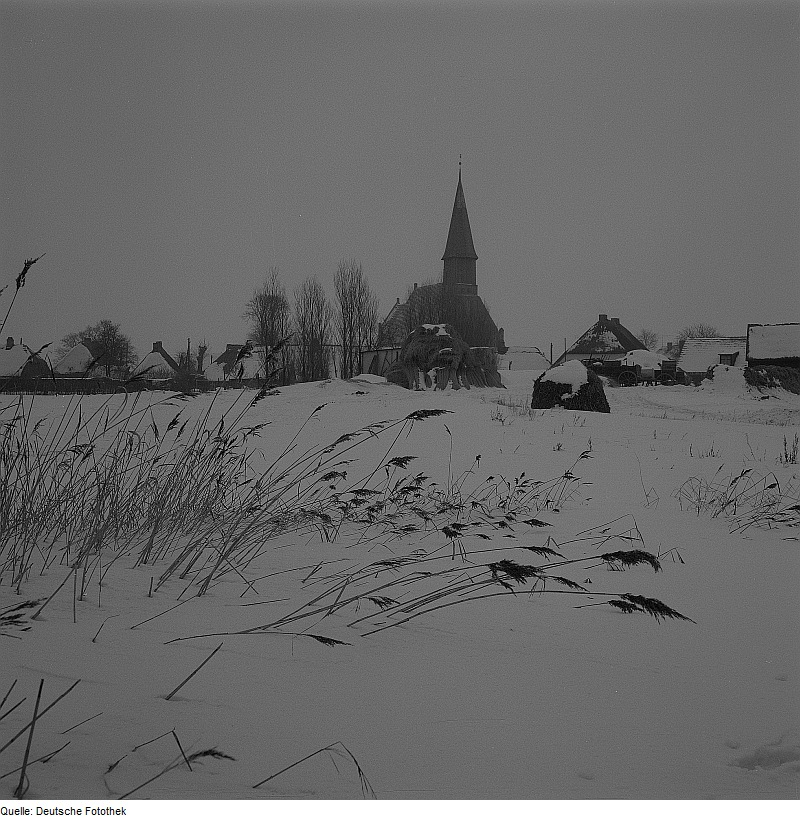

## Persönlichkeiten
- Balthasar Alexander von Platen (1725–1757), geboren auf Gut Dornhof bei Schaprode, preußischer Hauptmann und Adjutant von Generalfeldmarschall Kurt Christoph von Schwerin, mit diesem gemeinsam vor Prag geblieben und auf dem Rheinsberger Obelisken verewigt
- Philip Julius Bernhard von Platen (1732–1805), geboren auf Gut Dornhof, schwedische Feldmarschall und Generalgouverneur von Schwedisch-Pommern
- Baltzar von Platen (1766–1829), geboren auf Gut Dornhof, deutsch-schwedischer Offizier und Staatsmann, am 21. Mai 2004 wurde im Hafengelände ein Gedenkstein für ihn eingeweiht.
- Georg Flohr (* 1802 in Schaprode; † 1861 in Lübeck), Musiker und Komponist